# دونگا کوپینوویتسا
دونگا کوپینوویتسا (به صربی: Donja Kupinovica) یک منطقهٔ مسکونی در صربستان است که در لسکواس واقع شده‌است. دونگا کوپینوویتسا ۹۷ نفر جمعیت دارد.